# Rhagodelbus bucharicus
Genre
Espèce
Synonymes
- Rhagodes bucharicus Birula, 1935

Rhagodelbus bucharicus, unique représentant du genre Rhagodelbus, est une espèce de solifuges de la famille des Rhagodidae.

## Distribution
Cette espèce est endémique d'Ouzbékistan. Elle se rencontre vers Kanimekh.

## Description
Le juvénile décrit par Roewer en 1941 mesure 11 mm.

## Publications originales
- Birula, 1935 : Zur Kenntniss der Verbreitung der Rhagodes-Arten (Solifugen) in Mittelasien. Zoologischer Anzeiger, vol. 110, p. 138-140 (texte intégral).
- Roewer, 1941 : Solifugen 1934-1940. Veröffentlichungen aus dem Deutschen Kolonial und Uebersee-Museum in Bremen, vol. 3, no 2, p. 97-192 (texte intégral).